# AI Phoenicis
AI Phoenicis é uma estrela variável na constelação de Phoenix. Uma binária eclipsante do tipo Algol, sua magnitude aparente permanece constante em 8,60 na maior parte do tempo, diminuindo para 9,35 durante o eclipse do componente quente e 8,58 durante o eclipse do componente frio. Sua variabilidade foi descoberta por W. Strohmeier em 1970. A partir de medições de paralaxe pela sonda Gaia, o sistema está localizado a uma distância de 559 anos-luz (171 parsecs) da Terra, em concordância com estimativas anteriores baseadas em sua luminosidade (173 ± 11 parsecs).
A estrela primária do sistema é uma subgigante de classe K com um tipo espectral de K0IV e uma temperatura efetiva de 5 000 K, enquanto a secundária é uma estrela de classe F da sequência principal com um tipo espectral de F7V e uma temperatura de 6 300 K. A primária é evoluída e provavelmente está pouco antes do começo do ramo das gigantes vermelhas. Observações fotométricas e espectroscópicas do sistema permitiram a determinação dos parâmetros das estrelas com extrema precisão, e este sistema frequentemente é utilizado como teste de modelos de evolução estelar. As massas das estrelas, 1,247 M☉ para a primária e 1,197 M☉ para a secundária, são conhecidas com precisão de apenas 0,3%, enquanto os raios de 2,91 R☉ e 1,84 R☉ possuem incertezas de 0,8% e 0,5% respectivamente. Modelos de evolução estelar mostram que as duas estrelas têm uma idade comum de cerca de 4,4 bilhões de anos.
A órbita das estrelas tem um período de 24,59248 dias e uma excentricidade moderada de 0,1821 ± 0,0051. A observação de eclipses é permitida por sua inclinação de 88,5° em relação ao plano do céu. Os tempos de brilho mínimo durante os eclipses mostram que o período orbital do sistema não é constante, o que pode ser causado por uma terceira estrela no sistema. Uma análise do alinhamento do sistema pelo efeito Rossiter–McLaughlin sugere que o eixo de rotação da estrela secundária não é alinhado com o eixo orbital, com um ângulo de 87 ± 17° entre eles; isso também sugere interações com uma terceira estrela.